# 3역 분류 체계
3역 분류 체계(三域分類體系, 영어: three-domain system)는 1990년 칼 워즈가 도입한 생물 분류법이다. 3개의 역은 고균역(Archaea), 세균역(Bacteria), 진핵생물역(Eukarya)으로 구분된다. 세균과 고균은 모두 핵이 없는 세포(원핵세포)로 이루어진 원핵생물이며 외형적으로 유사하게 보이나, DNA 서열의 주요 차이에 의해 서로 다른 역으로 분류된다. 진핵생물은 핵을 가진 세포(진핵세포)로 이루어져 있으며, 동물계, 식물계, 균계, 원생생물계로 분류된다. 동물은 섭취를 하는 종속영양생물, 식물은 독립영양생물, 균류는 외부 소화를 하는 종속영양생물이며, 원생생물계에는 서로 근련관계에 있지 않은 많은 종들이 포함되어 있다.

## 같이 보기
- 분류학